# Zrakastonozi
Zrakastonozi (lat. Actinopoda), koljeno u nadcarstu Eukaryota (Haeckel 1866 ga naziva Protista). Obuhvaća fosilni razred Acantharea s rodovima Astrolithium i Chiastolus i redove sunašca (Heliozoa) i zrakaše (radiolaria).
Zrakastonozi su planktonski kuglasti oblici koji stvaraju dugačke igličaste pseudopodije - aktinopodije. Većinom imaju izbušenu ljušturu organska sastava uz koju se pojavljuje i ljuštura građena od silicijeva dioksida. Uglavnom su stanovnici mora, žive od površine do dubina od 5000 metara.

## Vanjske poveznice
|  | Wikivrste imaju podatke o taksonu Actinopoda |